# Sattareh Farmanfarmaian

Sattareh Farmanfarmaian med en grupp av sina studenter vid Teherans universitet på 1970-talet.

Sattareh Farmanfarmaian (persiska: ستاره فرمانفرمائیان), född 23 december 1921 i Shiraz i Persien, död 21 maj 2012 i Los Angeles i USA, var en iransk socionom, socialarbetare, författare och memoarförfattare. Hon var dotter till den qajariske prinsen Abdol-Hosein Farman Farma och tillhörde en adlig persisk familj.

## Karriär
Sattareh Farmanfarmaian utbildade sig till socionom i USA och var den första iraniern som utexaminerades (1946) vid University of Southern California. Hon var en pionjär inom socialarbete i Iran, där hon 1958 grundade landets första högskola för socialarbete, Tehran School of Social Work; hon medverkade också 1958 till grundandet av Irans första förening för familjeplanering, Family Planning Association of Iran. Hennes organisation fick statliga bidrag och samarbetade med Women's Organization of Iran och Farah Diba för att introducera en form av socialhjälpssystem i Iran, med kliniker och hälsocentra runtom i landet.
År 1972 blev hon vice ordförande för International Planned Parenthood Federation. 
Sattareh Farmanfarmaian lämnade Iran under iranska revolutionen 1979 och sökte asyl i USA, där hon sedan var verksam som socialarbetare i Los Angeles.

## Författarskap
Farmanfarmaian utgav ett flertal böcker om sociala frågor. Hon utgav också 1993 sina memoarer som finns översatta till svenska med titeln Mellan två världar: en persisk kvinnas väg från faderns harem till Khomeinis Iran (Stockholm: Bonnier Alba, 1993).